# 麗佳公主
《麗佳公主》是一部日本電視動畫，共52集。它由東京電視台及GENCO製作，自1998年10月6日至1999年9月28日在TXN聯播網首播。另有海未亞所繪的同名漫畫在1998年至1999年間連載於《Nakayoshi》，並出版了2冊單行本。
本作品的主角一家人源自日本玩具製造商特佳麗的著名洋娃娃品牌「麗佳娃娃」（或譯「麗卡娃娃」、「莉卡娃娃」）。
本動畫的台灣首播單位是衛視中文台，以《麗佳公主》片名播放；台灣版VCD及DVD定名《麗佳公主》，漫畫則定名《夢幻娃娃》。香港兩大免費電視台無綫電視及亞洲電視都有播映本作品，無綫定名《超級娃娃戰士》，亞視則定名《麗佳公主》。

## 故事簡介
香山麗佳是一個小學三年級女生。她身上有個不可告人的秘密，就是她原來是夢幻文明娃娃王國的公主。娃娃王國被惡魔控制後，女王八重派人來到人間，企圖捉麗佳回國繼承王位。麗佳的外祖母七重不希望麗佳被捉走，便把一隻「呼叫手環」交給麗佳，使麗佳遇到危險時可以呼叫娃娃騎士。
娃娃國是一個在異空間的國家，是由人類多年來對洋娃娃的寵愛而產生。娃娃騎士本來是普通的洋娃娃，因為長期受到主人寵愛而產生靈性，成為保護娃娃國王室的騎士，被呼叫時可以增大至真人大小及變裝。

## 登場角色

### 主角及家人
- 香山麗佳

配音：河野由佳，台灣：龍顯蕙（衛視中文台）／楊凱凱（華視）（無綫：林元春、亞視：鄧潔麗）
本作的主角，性格善良。一直居住在港口城市大司浦，是市內一所教會學校的學生。故事開始時並不知道娃娃國的事。
- 七重

配音：小宮和枝，台灣：錢欣郁（衛視中文台）（無綫：區瑞華、亞視：姜麗儀）
麗佳的外祖母。曾經是娃娃王國的女王，後傳位予女兒織江。故事的前期都由她念咒驅動娃娃騎士小香拯救麗佳。
- 香山織江

配音：佐佐木瑤子，台灣：傅其慧（衛視中文台）（無綫：蔡惠萍、亞視：譚淑英）
麗佳的母親。她因愛上人類皮爾，所以打算放棄繼承娃娃王國王位，她的姨母八重卻在這個時候被惡魔控制，於是她與七重逃離娃娃王國，來到人類世界，後來誕下麗佳。她在人類世界是一位服裝設計師。
- 香山皮爾（無綫譯：皮雅，由林保全配音；亞視譯：皮亞努；華視譯：皮耶爾）

麗佳的父親，是一位音樂家，長期在外地。在故事中段返回日本與家人團聚。他曾在夢中得到艾魯的啟示而作了一支曲子，這支曲子的樂聲多次擊退米絲蒂及黑衣人。但是曲子只寫到一半，法力不全，於是也啓程去非洲尋找靈感。在故事尾段時，艾魯神顯靈賜予他靈感，終於演奏出完整的曲子，令惡魔德威爾離開八重的身體。

### 麗佳的老師及同班同學
- 千明修女

配音：兵藤真子，（無綫：林丹鳳、亞視：姜麗儀）
麗佳就讀班級的老師
- 高林代（無綫譯：高林大）

配音：三田友子，台灣：錢欣郁（衛視中文台）／林凱羚（華視）（無綫：盧素娟、亞視：譚淑英）
關心麗佳的男孩，家裡是10人組成的大家族，他有個對他很嚴格的奶奶在。
- 篠原瑾

配音：川上未遊，台灣：孫彩雲（華視）／許雲雲（衛視中文台）（無綫：陳凱婷、亞視：姜麗儀）
膽小的女孩，怕鬼，特別怕米斯蒂；對小代有好感。
- 蕗谷友則（無綫譯：蕗谷友德）

配音：長澤美樹，後改為水田山葵，台灣：楊靜宜（華視）／傅其慧（衛視中文台）（無綫：曾秀清、亞視：吳小藝）
有科學頭腦的男孩，是麗佳同年紀的朋友中最聰明的人。
- 聖美修女（無綫譯：聖實修女）

配音：横手久美子（無綫：鄭麗麗、亞視：陳琴雲）
麗佳的語文科老師。

### 反派
- 八重

配音：小宮和枝，台灣：許雲雲（衛視中文台）／楊凱凱（華視）（無綫：雷碧娜、亞視：盧傑群）
七重的孿生姊姊，被惡魔附身操控，自立為娃娃王國的女王。惡魔需要擁有王室血統的麗佳返回娃娃國繼承王位，否則娃娃國將會永遠被冰封，於是先後派斯克羅及米絲蒂到人類世界，希望可帶麗佳回國。
- 德威爾（亞視譯：惡魔;台灣譯：德威爾;華視譯：戴波爾;漫畫譯:德瓦爾）

依附在八重身上的龍形惡魔。居住在娃娃國，一直以來都希望可以支配娃娃國。後來，他趁八重到阿爾森林時偷襲她，並依附在她身上。他雖然法力強大，但仍敵不過皮爾的完整最終樂章，結果被逼離開八重的身體。最後被娃娃騎士聯手打敗。
- 斯克羅（無綫譯：稻草人；亞視譯：史格勞）

配音：納谷六朗（無綫：李錦綸；亞視：盧傑群）
娃娃國的魔法師，依照八重命令帶麗佳回國，可是每次行動都失敗，引起八重不滿。後來小香娃娃向他說八重被惡魔操控，他如實向八重報告，結果被八重囚禁。稻草人不小心走了出來，幫助麗佳公主對付八重。後來，麗佳等人前往娃娃國拯救被八重捉走的皮爾，於是斯克羅再次被八重派去對付娃娃騎士等人。在他和八重賜予的魔龍夾攻下，娃娃騎士等人慘敗。但後來被普莉和小威所感化，重返正途，並救出麗佳的爸爸。他是普莉和小威的老師，他們叫稻草人做稻草人大人。
- 普莉、小威（無綫譯：佩路、威也；亞視譯：保娜、威亞）

配音：田中敦子、林家正藏（無綫：黃鳳英、陳卓智、亞視：吳小藝、黃志成）
普莉有白色的長頭髮，個子很高。小威是普莉的哥哥，他有藍色的頭髮，個子很矮。兄妹二人來自娃娃國，跟隨斯克羅學習魔法，成為斯克羅的手下。三人在大司浦發現麗佳的蹤影後，一直留在當地，開設一間私家偵探社作掩飾。斯克羅被囚禁後，普莉和小威從七重那裡知道八重原來受惡魔控制。二人後來住進香山家，成為麗佳的保鏢（工人）幫助保護麗佳及做家務。
- 米絲蒂（無綫譯：迷詩迪[來源請求]；亞視譯：美絲娣）

配音：平松晶子（無綫：袁淑珍）
魔界公主，由惡魔德威爾製造出來的。她是惡魔的女兒，她幫忙捉麗佳公主。她懂得魔法，她很像蝴蝶，身後有一對黑色的翼。八重囚禁斯克羅後，派她前往人類世界帶麗佳回國。對於帶走麗佳回國一事，她是不太著緊的，反而希望可以打敗三個娃娃騎士，所以有次八重明明可以帶麗佳回國，她卻阻止。最後因為阿爾而失去所有魔力。
- 黑衣人

無綫配音：鄺樹培
惡魔的手下，實力一般，很容易就被打敗，但勝在可以神出鬼沒。
- 盔甲騎士

受到惡魔的魔力控制，被打散後可以自行重組，很難對付。

### 娃娃騎士
- 小香娃娃（台灣譯：娃娃騎士小香；華視、無綫、亞視譯：麗佳娃娃；漫畫譯:梨華娃娃）

配音：櫻井智，台灣：龍顯蕙（衛視中文台）（無綫：陸惠玲、亞視：吳小藝）
娃娃騎士當中，能力較為均衡的娃娃騎士。她的武器是一個魔法悠悠球，叫做炫光回力彈。爲人非常正直，擁有很强的戰鬥本能和戰術頭腦，爲了救麗佳和她的朋友們總能英勇作戰，甚至不惜性命也要拆穿敵人的陰謀。在故事初期，當麗佳的呼叫手環發出訊號時，七重會念咒呼叫小香娃娃去救麗佳。後期七重強化呼叫手環，教麗佳自行唸咒呼叫小香娃娃。再後來集合三位娃娃騎士的力量可以變身成超級娃娃。擁有愛之石。召喚咒語是“Tururu Kururu Tureiro Kureira”。
- 阿勇娃娃（無綫譯：志勇娃娃；亞視譯：小勇戰士、小勇娃娃；台灣譯：娃娃騎士阿勇；華視譯：小勇娃娃；漫畫譯:伊薩娃娃）

配音：伊藤健太郎（無線：梁偉德、亞視：譚淑英）
娃娃騎士中唯一的男性，也是能力最強的一位。他的武器是一把魔法大劍，可以發出魔法光彈和光波，也可以斬向敵人。他的呼叫手環本來由八重擁有，許多年前交給一個人類男人，後來被斯克羅奪走。阿勇甦醒後，初期聽從斯克羅及八重的命令對抗小香娃娃，後來因為質疑八重的命令，被八重變回普通娃娃丟棄。小香娃娃知道後，回國把阿勇帶到香山家。阿勇的呼叫手環強化後來交給小代佩戴，小代也可以自行念咒呼叫阿勇娃娃。擁有勇氣之石。召喚咒語是“Pereso Perese Burune Buraine”。
- 小泉娃娃（無綫譯：美泉娃娃；台灣譯：娃娃騎士小泉；華視、亞視譯：小泉娃娃；漫畫譯:伊美娃娃）

配音：根谷美智子（無綫：梁少霞、亞視：劉惠雲）
娃娃騎士當中，能力偏向於防禦的娃娃騎士。她的武器是一根體操棒，可以攻擊敵人，也可以快速旋轉形成防禦。她的呼叫項圈本來由麗佳的外祖父法蘭茲擁有，後來交給一個叫卡多莉的少女，後期呼叫手環經強化後交給小瑾佩戴，小瑾也可以自行念咒呼叫小泉娃娃。擁有生命之石。召喚咒語是“Fururu Furora Gurine Guraine”。

### 其他
- 阿爾（臺視譯：阿路、阿路神；亞視譯：艾魯）

娃娃王國的神，以貓頭鷹的形象現身。因為有他的幫忙，小香娃娃才可以打敗米絲蒂及威德爾。
- 麻樹山陸義（無綫譯(漫畫譯)：麻樹山累；亞視譯：路易）

配音：宮本充（無綫：雷霆；亞視：何偉誠）
寄住在香山家的大學生，熱衷於研究幻影文明娃娃王國，後來前往非洲尋找娃娃王國的遺跡。他的祖父麻樹山克在年輕時遇到來自娃娃王國的八重，並且愛上她，可是兩人因為八重要返回娃娃王國而分開，八重臨走前把阿勇娃娃的呼叫手環交給克。
- 卡多莉（亞視譯：嘉芙蓮;華視譯：凱瑟琳）

配音：大谷育江，台灣：傅其慧（衛視中文台）（無綫：黃麗芳）
娃娃王國王室成員，轉校到麗佳的學校並暗中保護麗佳。起初，小泉娃娃的呼叫項圈是她持有的。不過她後來為救麗佳而被米絲蒂抓走。
被抓走前把呼叫手環交給小瑾。後來為累所救。
- 法蘭茲（亞視譯：法蘭）

配音：牛山茂（亞視：陳偉權）
麗佳的外祖父。娃娃王國被惡魔控制後，他被困在國內的阿爾森林，期間把呼叫項圈交予卡多莉。
在德威爾被打敗之後逃出艾魯森林，返回皇宮與七重等人團聚。

## 主題曲
片頭曲：
- （第1—39集）

作詞：石川華子，作曲及編曲：，主唱：Rooky
- （第40—52集）

作詞：三浦德子，作曲：白川明，編曲：堀井勝美，主唱：櫻井智
片尾曲：
- （Cutey Techno Mix）（第1—15集）

作詞：石川華子，作曲及編曲：平間あきひこ，主唱：Rooky
- （第16—28集）

主唱：Rooky
- （第29—39集）

主唱：Rooky
- （第40—52集）

作詞：AIKO，作曲：小西真理，編曲：堀井勝美，主唱：櫻井智

## 各話列表
| 話数   | 日文标题 | 中文标题             | 脚本                | 分镜                  | 演出                          | 作画監督                            |
| ------ | -------- | -------------------- | ------------------- | --------------------- | ----------------------------- | ----------------------------------- |
| 第1話  |          | 不可思議的娃娃騎士   | 渡邊麻實            |                       |                               | 熊谷哲矢                            |
| 第2話  |          | 月夜的魔法占卜       | 渡邊麻實            | 鈴木敏夫              | 近藤優次 根岸宏樹             | 近藤優二                            |
| 第3話  |          | 聖母瑪利亞的微笑     | 小川智子            | 高田耕一              | 秦義人                        | 堀井洋子                            |
| 第4話  |          | 萬聖節的訪客         | 水上清資            | 佐藤英一              |                               | 永島明子                            |
| 第5話  |          | 媽媽的生日           | 渡邊麻實            | 水草一馬              | 大西景介                      | 梶原賢二 今澤惠子                   |
| 第6話  |          | 夢幻之星的造訪       | 水上清資            | 中村哲治              | 根岸宏樹                      | 武内啓                              |
| 第7話  |          | 魔法花草茶           | 水上清資            | 福島一三              | 山崎哲生                      |                                     |
| 第8話  |          | 小代小騎士           | 小川智子            | 佐藤英一              |                               | 淺沼昭弘 永島明子                   |
| 第9話  |          | 鐘聲的秘密           | 渡邊麻實            | 水草一馬              | 中島豊秋                      | 堀井洋子                            |
| 第10話 |          | 麗佳的守護神         | 水上清資            | 佐藤卓哉              | 大西景介                      | 小丸敏之                            |
| 第11話 |          | 令人懷念的白色禮服   | 小川智子            | 根岸宏樹              | 根岸宏樹                      | 川口博史                            |
| 第12話 |          | 聖誕禮物             | 渡邊麻實            | 四分一節子            | 高瀨節夫                      | 中原清隆                            |
| 第13話 |          | 迷路的小貓阿吉       | 小川智子            | 青木新一郎            | 青木新一郎                    | 河村明夫                            |
| 第14話 |          | 星期天的决鬥         | 小川智子            | 水草一馬              | 山崎茂                        | 畑良子                              |
| 第15話 |          | 陸義的女朋友         | 水上清資            | 久米一成              | 山崎哲生                      |                                     |
| 第16話 |          | 冰冷北國的女巫       | 渡邊麻實            | 福島一三              | 大西景介                      | 永井達郎                            |
| 第17話 |          | 小心奇怪的預言       | 水上清資            |                       |                               | 飯野利明                            |
| 第18話 |          | 童話王國的三騎士     | 水上清資            | 福島一三              | 新田義方                      | 阿部航 小丸敏之 永井達郎            |
| 第19話 |          | 娃娃騎士小香無法動彈 | 渡邊麻實            | 阿部雅司              | 熨斗谷充孝                    | 中原清隆                            |
| 第20話 |          | 逃亡公主的秘密       | 小川智子            |                       |                               | 河村明夫                            |
| 第21話 |          | 陸義的寶物           | 渡邊麻實            | 水草一馬              | 矢野篤                        | 石田啓一                            |
| 第22話 |          | 娃娃騎士阿勇登場     | 大久保智康          | 福島一三              | 大西景介                      | 永井達郎 小丸敏之 丹羽恭利 槙田一章 |
| 第23話 |          | 迷路的外星人         | 水上清資            | 東海林真一            |                               | 細山正樹                            |
| 第24話 |          | 娃娃騎士小泉在此     | 渡邊麻實            | 水草一馬              | 熨斗谷充孝                    | 中原清隆                            |
| 第25話 |          | 神秘的轉校生 卡多莉  | 水上清資            | 日色如夏              | 大西景介                      | 松田芳明 熊谷哲矢                   |
| 第26話 |          | 娃娃騎士小泉的秘密   | 大久保智泰 水草一馬 | 水草一馬              | 栗山美秀                      | 伊東克修                            |
| 第27話 |          | 終於揭開了麗佳的秘密 | 小川智子            | 江上潔                | 江上潔                        | 松田芳明                            |
| 第28話 |          | 虛幻的娃娃國         | 水上清資            |                       | 藤本義孝                      | 松本文男 新田靖成 中山大介          |
| 第29話 |          | 爸爸回來了           | 小川智子            | 福島一三              | 新田義方                      | 永井達郎                            |
| 第30話 |          | 可靠的保鑣           | 水上清資            |                       |                               | 泰野好紹                            |
| 第31話 |          | 魔界公主             | 平柳益實            | 四分一節子            | 熨斗谷充孝                    | 中原清隆                            |
| 第32話 |          | 取回娃娃騎士阿勇     | 川嶋澄乃            | 水草一馬              | 大西景介                      | 河村明夫                            |
| 第33話 |          | 卡多莉的秘密         | 小川智子            | 福島一三              | 新田義方                      | 小丸敏之                            |
| 第34話 |          | 大眼睛的小女孩       | 川嶋澄乃            |                       |                               | 淺沼昭弘 松下純子                   |
| 第35話 |          | 恐怖的鐘聲           | 平柳益實            |                       |                               | MAGIC GIRLS 林隆文                  |
| 第36話 |          | 奇妙的愛的樂章       | 大久保智康          | 藤本義孝              | 藤本義孝 松本正幸（演出助手） | 岸本誠司 高鉾誠                     |
| 第37話 |          | 兩個娃娃騎士小香     | 水上清資            | 青木新一郎            | 青木新一郎                    | 河村明夫                            |
| 第38話 |          | 爸爸樂曲的法力       | 川嶋澄乃            | 水草一馬              | 大西景介                      | 櫻井木之實                          |
| 第39話 |          | 小小音樂盒           | 平柳益實            |                       | 東海林真一                    | 木下勇喜                            |
| 第40話 |          | 卡多莉被襲擊了       | 大久保智康          | 四分一節子 熨斗谷充孝 | 熨斗谷充孝                    | 酒谷啓                              |
| 第41話 |          | 斯克羅回來了         | 水上清資            |                       | 西山明樹彦                    | 高鉾誠                              |
| 第42話 |          | 被遺忘的星期日       | 小川智子            | 水草一馬              | 土屋浩幸                      | 河村明夫                            |
| 第43話 |          | 賜予勇氣的寶物       | 川嶋澄乃            | 佐山聖子              | 大西景介                      |                                     |
| 第44話 |          | 米絲蒂挑戰娃娃騎士   | 大久保智康          |                       | 渡邊健一郎                    | 淺沼明弘 木下勇喜                   |
| 第45話 |          | 光影中的娃娃騎士小香 | 平柳益實            |                       |                               | 山本径子                            |
| 第46話 |          | 夏夜的惡夢           | 水上清資            | 水草一馬              | 土屋浩幸                      | 秦野好昭                            |
| 第47話 |          | 娃娃國之旅           | 小川智子            | 福島一三              | 横田和善                      | 河村明夫                            |
| 第48話 |          | 神秘的鐵面人出現了   | 川嶋澄乃            | 佐山聖子              | 大西景介                      | 小丸敏之                            |
| 第49話 |          | 娃娃國之神           | 大久保智康          |                       | 土屋浩幸                      | 楠田悟 佐藤道雄                     |
| 第50話 |          | 魔法王斯克羅         | 水上清資 平柳益實   |                       |                               | 中原清隆                            |
| 第51話 |          | 奇妙的旋律           | 水上清資            | 東海林真一            | 横田和                        | 秦野好紹 小丸敏之                   |
| 第52話 |          | 再見了 麗佳          | 小川智子            | 水草一馬              | 新田義方                      | 熊谷哲矢                            |

## 播放電視台

### 海外播出
香港地區由無綫電視與亞洲電視先後獲得播映權。
- 翡翠台：2002年3月8日－3月27日（第2 - 15集）、4月8日－5月17日（第23 - 52集）
- 本港台：2006年8月20日－2007年7月7日（全輯）[1][2]

| 香港 翡翠台 星期一至五 16:35-17:05（至NET小人類時段） | 香港 翡翠台 星期一至五 16:35-17:05（至NET小人類時段） | 香港 翡翠台 星期一至五 16:35-17:05（至NET小人類時段） |
| ----------------------------------------------------- | ----------------------------------------------------- | ----------------------------------------------------- |
|                                                       | (2002.03.07-2002.05.16)                               |                                                       |
| 新機甲發明小子                                        | 小司機Nobby                                           |                                                       |
| 香港 本港台 星期六、日 17:00-17:30節目                |                                                       |                                                       |
| 怪獸農場 16:30-17:30                                  | (2006.08.20-2007.07.07)                               | 遊戲王IV－怪獸之決鬥 16:30-17:30                      |